# Barrio Nuevo, Soledad Atzompa
Barrio Nuevo är en ort i Mexiko.   Den ligger i kommunen Soledad Atzompa och delstaten Veracruz, i den sydöstra delen av landet, 220 km öster om huvudstaden Mexico City. Barrio Nuevo ligger 2 741 meter över havet och antalet invånare är 228.
Terrängen runt Barrio Nuevo är kuperad åt sydost, men åt nordväst är den bergig. Barrio Nuevo ligger uppe på en höjd. Runt Barrio Nuevo är det ganska tätbefolkat, med 120 invånare per kvadratkilometer. Närmaste större samhälle är Río Blanco, 17,3 km norr om Barrio Nuevo. I omgivningarna runt Barrio Nuevo växer i huvudsak blandskog.